# Capitalis monumentalis

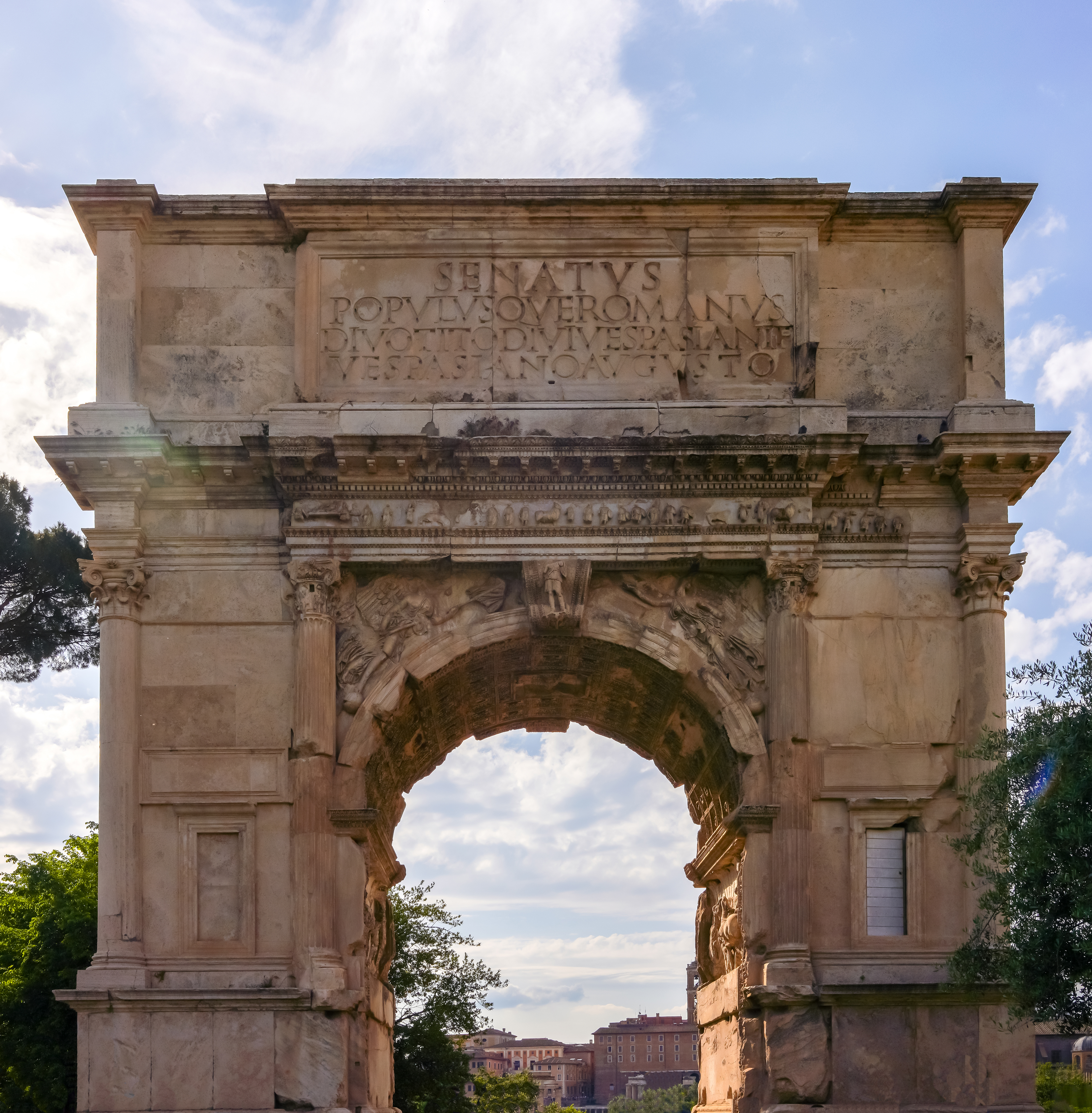
Een inscriptie in capitalis monumentalis op de triomfboog van Titus, Rome

De capitalis monumentalis of Romeins majuskelschrift is een Romeins schrift uit de antieke tijd dat door de steenkappers werd gebruikt om inscripties te maken op monumenten. Ze vormen de basis van de huidige hoofdletters. Belangrijke voorbeelden van dit schrift zijn terug te vinden op de Zuil van Trajanus (107-112 n.Chr.) en op de Boog van Titus (81 n.Chr.), beiden op het Forum Romanum en op het Pantheon in Rome. Het schrift kreeg zijn klassieke vorm in de periode tussen de tweede helft van de eerste eeuw n.Chr. en de derde eeuw.
Het schrift bestond uitsluitend uit hoofdletters. De letters zijn gevormd met rechte lijnen en soepele curven. De basisvorm van de letters is het vierkant, de letters A, O, Q en V kunnen perfect ingeschreven worden in een vierkant, de andere zijn er verhoudingsgewijs van afgeleid. In dit schrift worden alle woorden aan elkaar geschreven.
Een gelijkaardig schrift werd ook gebruikt om te schrijven op papyrus of perkament, maar wordt dan de capitalis quadrata of capitalis elegans genoemd.

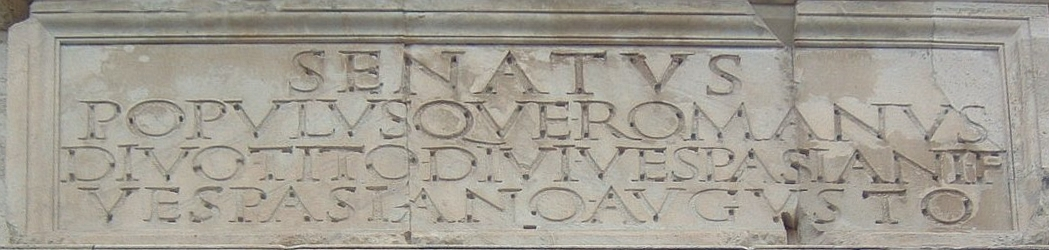
Een inscriptie in capitalis monumentalis op de triomfboog van Titus, Rome